# Chrysotus corbieri
Chrysotus corbieri är en tvåvingeart som beskrevs av Octave Parent 1934. Chrysotus corbieri ingår i släktet Chrysotus och familjen styltflugor.
Artens utbredningsområde är Costa Rica. Inga underarter finns listade i Catalogue of Life.